# Horst Trebes
Horst Trebes (22 de octubre de 1916 - 29 de julio de 1944) fue un Hauptmann en el Fallschirmjäger de la Alemania nazi durante la Segunda Guerra Mundial. También recibió la Cruz de Caballero de la Cruz de Hierro. Trebes participó en la Masacre de Kondomari.

## Condecoraciones
- Cruz de Hierro (1939)
  - 2.ª Clase (13 de octubre de 1939)[1]
  - 1.ª Clase (23 de mayo de 1940)[1]
- Cruz de Caballero de la Cruz de Hierro, el 9 de julio de 1941 cuando era Oberleutnant y líder del III./Fallschirmjäger-Sturm-Regiment[2]

### Citas
1. 1 2  Thomas & Wegmann 1986, p. 326.
2. ↑  Scherzer 2007, p. 749.